# Самостални пјешадијски батаљон Скелани
Самостални пјешадијски батаљон Скелани је била једна од јединица Дринског корпуса Војске Републике Српске. Батаљон је основан преустројавањем одреда Територијалне одбране ЈНА са командним местом у Скеланима. 

## Организација
Скелански батаљон попуњавао се српским становништвом села (током рата општине) Скелани. На почетку рату, обуку је помагала полицијска јединица МУП-а Србије (”Црвене беретке”). Почетком 1993, батаљон је први пут устројен по војној формацији и имао је 4 пешадијске чете, минобацачку батерију 82 мм и позадински вод. Бројно стање батаљона се током рата мењало. У фебруару 1993, батаљон је имао око 800 бораца (укључујући 60 добровољаца из Србије и 80 припадника ”Црвених беретки”), да би се бројно стање временом смањило на око 450 бораца.

## Ратни пут
Почетак рата у Босни, српско становништво Скелана дочекало је неспремно. По избијању борби, у јединицу се јавио само један резервни капетан ЈНА, што је уз непостојање војне инфраструктуре отежало борбено деловање. Власт су преузели добровољци и бројне паравојне јединице (укључујући оне из Србије), па се рат водио, речима тадашњег команданта Скеланског батаљона, логиком ”да све што је муслиманско треба бити уништено”. Мобилизација становништва је била отежана, јер су мобилизазијски спискови остали у Сребреници, тада под контролом Армије Босне и Херцеговине. До краја 1992, страдало је 163 бораца и цивила, а рањено је 83. 
Батаљон је преживео најтеже тренутке у јануару 1993, када су бошњачке јединице из Сребренице, 16. јануара, заузеле Скелане и протерале српско становништво преко Дрине у Србију, успут убивши 69 мештана Скелана и околних села. У заједничком противнападу Војске Републике Српске и Војске Југославије, Скелани су ослобођени 26. јануара.
Скелански батаљон је учествовао у успешном нападу Војске Републике Српске на Сребреницу на пролеће 1993. у операцији Церска. 
Током рата је страдало 305 Срба са простора Скелана и околине.
Након рата Самостални пјешадијски батаљон Скелани одликован је Медаљом Петра Мркоњића.